# Jiří Petrášek
Jiří Petrášek, původním jménem Jan a umělecky vystupující jako Jiří Werich Petrášek, (* 30. května 1956 Praha) je český ekonom, vysokoškolský pedagog, herec, dabér a moderátor. Je nemanželským biologickým synem Jana Wericha.

## Život
Není jisté, zda Jan Werich o svém synovi věděl. Biologická matka Jiřího Petráška, která byla jednou z Werichových milenek, jej hned po narození (tehdy se ještě jmenoval Jan) odložila do kojeneckého ústavu. Jiří Petrášek řekl, že se mu její jméno podařilo vypátrat, uvést jej ale nechtěl. Pravděpodobně se však jedná o českou umělkyni.
Po necelém roce se ho ujali manželé Vladimír a Miluše Petráškovi, po kterých má příjmení, a na jejich přání mu bylo rozhodnutím soudu změněno křestní jméno na Jiří. Kdo byl jeho biologickým otcem, mu adoptivní matka prozradila až po smrti Jana Wericha.
Chtěl studovat pražskou DAMU, ale na přání matky od tohoto úmyslu upustil a na radu jednoho svého profesora vystudoval  ekonomii na Vysoké škole ekonomické. Postgraduálně také dálkové vystudoval pedagogiku a školský management na Karlově univerzitě.
V minulosti[kdy?] působil osmnáct let jako ředitel Evropské obchodní akademie v Děčíně[nenalezeno v uvedeném zdroji] a současně také patnáct let přednášel na Fakultě jaderné a fyzikálně inženýrské ČVUT. Učil také na Akademii managementu a komunikace (AMAK). Pedagogickou činnost ukončil jednak z důvodu ztráty bezprostředního kontaktu se studenty v souvislosti se zavedením distanční výuky v době koronavirové pandemie a také proto, že se přestěhoval z Malšovic (u Děčína) do Horoměřic (Praha-západ). Třetím důvodem bylo, aby se mohl více věnovat práci v showbyznysu.
Příležitostně působil také jako herec a moderátor.
V současné době[kdy?] je na volné noze v oblasti kultury. Vystupuje se svým představením Ven ze stínu aneb Kdybych nebyl Werichem a provádí turisty na pražské Staroměstské radnici.
Je ženatý, má dvě děti a čtyři vnoučata. Dcera se věnuje malování a má 3 dcery, syn působí v řízení letového provozu a má syna.
Jiří Petrášek je také autorem knihy Kapka do žil (AOS Publishing 2018).